# Michael Mauer

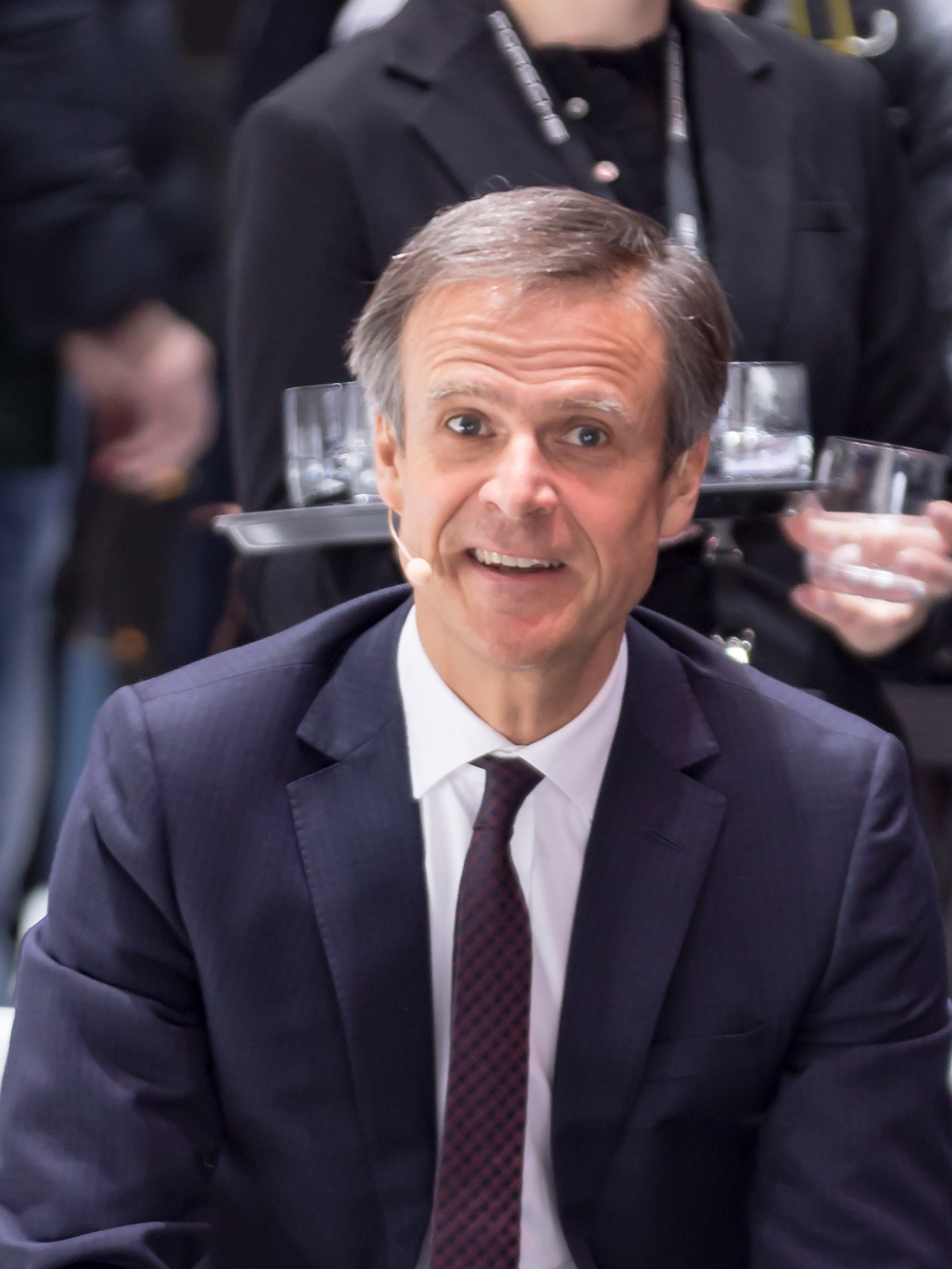
Mauer beim Genfer Auto-Salon 2018

Michael Mauer (* 28. Juli 1962 in Rotenburg an der Fulda) ist ein deutscher Automobildesigner.

## Leben
Michael Mauer studierte von 1982 bis 1986 Automobildesign an der Fachhochschule Pforzheim. 1995 war er als einer von drei Bereichsleitern für das Design der Mercedes-Benz-Modelle SLK-, SL- und A-Klasse mitverantwortlich. 1998 übernahm er die Leitung des Mercedes Benz Advanced Design Studio in Japan. 1999 wurde er Chefdesigner bei MCC Smart. Im Jahr 2000 wechselte er als Executive Director Design zu Saab und war verantwortlich für die Studien des Saab 9X und Saab 9-3. Seit 2004 ist Michael Mauer Leiter der Design-Abteilung der Porsche AG und verantwortlich für die karosseriemäßige Überarbeitung des Porsche Cayenne 2007, den Porsche Panamera sowie den 918 Spyder. Mitte Dezember 2015 bis April 2020 wurde Mauer zusätzlich mit der Leitung des Konzernbereichs Design der Volkswagen AG betraut.